# Bánky Gábor
Bánky Gábor (Budapest, 1955. június 17. –) Jászai Mari-díjas magyar színművész, rendező, játékmester.

## Életpályája
A Madách Imre Gimnáziumban érettségizett. 1977–1981 között a Színház- és Filmművészeti Főiskola hallgatója volt. 1981–2018 között a Pécsi Nemzeti Színház tagja volt. Játszik a Pécsi Harmadik Színházban is. 2006–2010 között a Janus Egyetemi Színháznál is dolgozott. Korábban a Bóbita Bábszínház vezetője volt.
Édesapja ifj. Bánky Róbert bábszínész, édesanyja Jókai Anna író. Három húga van: Eszter, Vera és Nóra. Felesége Illés Ilona bábszínésznő, négy fiúgyermekük van.

## Színpadi szerepeiből
- William Shakespeare: Hamlet... Marcellus
- William Shakespeare: Romeo és Júlia... Escalus herceg, Verona ura
- William Shakespeare: Szeget szeggel... Főporkoláb
- William Shakespeare: Antonius és Kleopátra... Alexas, Octavius Caesar híve
- William Shakespeare: III. Richárd... Lord Stanley
- William Shakespeare: York napsütése... Montague márki (Egy apa..., Őrszem-3)
- William Shakespeare: Othello... Velence hercege
- William Shakespeare: A makrancos hölgy... Baptista, gazdag padovai úr
- Carlo Goldoni: A hazug... Ottavio
- Anton Pavlovics Csehov: Cseresznyéskert... Jepihodov
- Anton Pavlovics Csehov: Három nővér... Csebutikin
- Nyikolaj Vasziljevics Gogol: A revizor... Pjotr Ivanovics Dobcsinszkij, helyi földbirtokos
- Mihail Afanaszjevics Bulgakov: Optimista komédia... Tanársegéd
- Makszim Gorkij: Éjjeli menedékhely... Klescs, Andrej Mitrics, lakatos
- Alexandre Dumas - Várady Szabolcs: A három testőr... Buckingham
- Edmond Rostand: Cyrano de Bergerac... Ragueneau
- Jean Anouilh: Becket vagy Isten becsülete... Lajos király
- Pierre Carlet de Chamblain de Marivaux: Hűtlen hűség... Trivelin, palotatiszt
- Victor Hugo: Királyasszony lovagja... Egy lakáj
- Albert Camus: Caligula... szereplő
- Georg Büchner: Leonce és Léna... Első szolga; Első rendőr
- Georg Büchner: Danton halála... Simon
- Friedrich Dürrenmatt: A nagy Romulus... Isauriai Zénó, keletrómai császár
- Bertolt Brecht: A nevelő úr... Pätus, diák
- Bertolt Brecht: Kispolgári nász... A vőlegény (Ódry Színpad)
- Bertolt Brecht: Dobok és trombiták... Mr. Borthy, cipőgyáros
- Bertolt Brecht: Koldusopera... Filch
- Bertolt Brecht: A szecsuáni jólélek... Szőnyegkereskedő; Férj
- Friedrich Schiller: Haramiák... Hermann, egy nemesember fattyúja
- George Bernard Shaw – Alan Jay Lerner: My Fair Lady... Pickering ezredes
- Sławomir Mrożek: Tangó... Artur, a fiú
- Jaroslav Hašek: Svejk, a derék katona... Orvos; Tiszt; Civil
- Bohumil Hrabal: Szigorúan ellenőrzött vonatok... Slusny úr
- Ion Luca Caragiale: Az elveszett levél... Tache Farfuridi ügyvéd, említett bizottságok és választmányok tagja
- Jordan Radicskov: Zűrzavar... Goca
- Václav Havel: A leirat... Jan Balás, igazgatóhelyettes
- Karol Wojtyła: A Mi Urunk festője... Antoni testvér; Munkás
- Dale Wassermann – Ken Kesey: Kakukkfészek... Bibbit
- Joshua Sobol: Gettó... Gusztáv, színész
- Madách Imre Az ember tragédiája... Második demagóg; Árus barát; Robespierre; Nyegle; Tudós
- Szigligeti Ede: Liliomfi... Kányai, a telegdi fogadós
- Fazekas Mihály: Lúdas Matyi... Ispán
- Füst Milán: Boldogtalanok... Dr. Beck Gyula, kórházi orvos; Székely Ferenc, káplán
- Szép Ernő: Patika... Tanító
- Móricz Zsigmond – Szakonyi Károly: Rokonok... Menyus
- Molnár Ferenc: Liliom... Az Esztergályos
- Molnár Ferenc: Az üvegcipő... Rendőrtanácsos
- Molnár Ferenc: A Pál utcai fiúk... Rácz tanár úr
- Molnár Ferenc: A testőr... A hitelező
- László Miklós: Illatszertár... Sipos úr
- Weöres Sándor: A kétfejű fenevad... Szamuil, Ibrahim szolgája; Kolláth gróf
- Sántha Ferenc: Az ötödik pecsét... Gyurica, órás
- Székely János: Caligula helytartója... Agrippa
- Zilahy Lajos – Esztergályos Károly: Halálos tavasz... Tábornok
- Háy János: A Gézagyerek... Szomszéd férfi
- Háy János: A Herner Ferike faterja... Papi Jóska (vidéki férfi)
- Háy János: Völgyhíd... Kollégiumi nevelőtanár és matektanár
- Mészöly Miklós: Az ablakmosó... Ablakmosó
- Eörsi István: Kaspar... Kaspar
- Görgey Gábor: Komámasszony, hol a stukker?... Kiss, az intellektuel
- Németh Ákos: Müller táncosai... Menedzser
- Spiró György: Az imposztor... Niedzielski – Lojális úr
- Spiró György: Prah... Férfi
- Spiró György: Príma környék... Férj
- Schwajda György: A szent család... A kisfiam
- Székely Csaba: Bányavirág... Mihály, orvos
- Dobozy Imre – Egressy Zoltán: Villanegra... Dárdás
- Egressy Zoltán: Portugál... Sátán
- Sultz Sándor: Mal'haba... Géza, (Mal'haba) veje
- Békés Pál: Szegény Lázár... Csendbiztos
- Tóth Krisztina: Évek vándora... Szívboltos ember
- Szűcs Zoltán: Addikt... Körzeti rendőr
- Sárosi István: A húszmilliomodik év... Dezső, Csáth öccse
- Sárosi István: Rákfene... Rizsányi, orvos
- Forgách András: Vitellius... Aemilius, Vitellius titkára
- Verebes István: Kettős ünnep... Jani
- Henry Wadsworth Longfellow: Hiawata... szereplő (Körszínház)
- Paul Foster – John Braden: Színezüst csehó... John
- James Matthew Barrie: Pán Péter... Mr. Darling
- L. Frank Baum: Óz a nagy varázsló... Madárijesztő
- Lewis	Carroll: Alice Csodaországban... Április Bolondja
- Lionel Bart: Oliver... Dörzsölt
- Harold Pinter: A születésnap... Petey
- Agatha Christie: Az egérfogó... Trotter, nyomozó őrmester
- Émile Ajar: Előttem az élet... Juszef, 50-60 éves, arab
- Peter Shaffer: Black Comedy... Schuppanzigh
- Trevor Griffiths: Komédiások... Műsorvezető
- Leonyid Aronovics Zsuhovickij: Próbatétel... Mitya, laboráns (Békés Megyei Jókai Színház)
- Óh, azok a régi szép házasságok... Férj (Békés Megyei Jókai Színház)
- Lev Birinszkij: Bolondok tánca... Nyikita, öreg orosz paraszt
- Alekszej Dudarev: Másnap... Sargujev
- Georges Feydeau: A barátom barátnője... Rendőrbiztos
- Georges Feydeau: A balek... Vatelin
- Georges Feydeau: A hülyéje... Gérome
- Georges Feydeau: Bolha a fülbe... Augustin Ferraillon
- Reginald Rose: Tizenkét dühös ember... 1. esküdt
- Joseph Kesselring: Arzén és levendula... Harper
- Willy Russel: Vértestvérek... Edward
- Edward Bond: Kinn vagyunk a vízből... Barry
- George Axelrod: Viszlát, Charlie!... Leopold
- Stephen Poliakoff: A természet lágy ölén - Eperföldek... Nick
- Jean-Pierre Grédy  – Pierre Barillet – Szenes Iván: A kaktusz virága... Norbert
- Jean-Daniel Magnin: Húsdarab avagy a tékozló fiú visszatérése... A Másik; A Férfi; Egy Birka
- Marie Jones: Kövek a zsebben... Jake Quinn, Kerry-i munkanélküli, már a ,,Néma völgy”-ben is statisztált
- Ulrich Hub: Nyolckor a bárkán... Öregember
- Nepp József – Ternovszky Béla – Szikora Róbert – Valla Attila: Macskafogó... M. N. Taal
- Ödön von Horváth: Mesél a bécsi erdő... Gyóntató atya
- Bakonyi Károly – Szirmai Albert – Gábor Andor: Mágnás Miska... Korláthy gróf
- Kálmán Imre: Csárdáskirálynő... Ferdinánd főherceg
- Kálmán Imre: A montmartre-i ibolya... Henry
- Kálmán Imre: A bajadér... Tardieux, zeneszerző
- Lehár Ferenc: Luxemburg grófja... Főpincér; Lakáj
- Huszka Jenő: Mária főhadnagy... Krantz, doktor
- Jacobi Viktor: Sybill... Poire
- Fényes Szabolcs: Rigó Jancsi... Gyula

## Rendezéseiből
- Jean Genet: Cselédek (Pécsi Nemzeti Színház)
- Csukás István: Ágacska (Bóbita Bábszínház)
- Lázár Ervin: A hétfejű tündér (Pécsi Nemzeti Színház)
- Trevor Griffiths: Komédiások (Pécsi Nemzeti Színház Stúdiószínháza)
- Bánky Gábor: Mindent akaró Dániel (Bóbita Bábszínház)
- Bánky Gábor: Irány a sárkány (Bóbita Bábszínház)
- Bánky Gábor: Álomútvesztő (Pécsi Nemzeti Színház)
- Kárpáti Péter: Akárki (Pécsi Nemzeti Színház Stúdiószínháza)
- Peter Weiss: Jean-Paul Marat üldöztetése és meggyilkolása, ahogy a charentoni elmegyógyintézet színjátszói előadják de Sade úr betanításában (Bóbita Bábszínház)
- Carlo Goldoni: A chioggiai csetepaté (Pécsi Nemzeti Színház)

## Filmes és televíziós szerepei
- Zendül az osztály (1975)
- Család (1982)
- Mint oldott kéve (1983)
- Erózió (1992)
- Kisváros (1995-1999)
- Família Kft. (sorozat) Ábrándok napja című rész (1997) ... Kormos
- Spiró György: Az imposztor (színházi előadás tv-felvétele)
- William Shakespeare: Romeo és Júlia (színházi előadás tv-felvétele, 2003)
- Mula-tó (sorozat) (2014)... Professzor
- Georges Feydeau: Bolha a fülbe (színházi előadás tv-felvétele, 2014)

## Díjai, elismerései
- Szendrő József-díj (2002)[8]
- Jászai Mari-díj (2016)[4]